# 蘆洲市場
蘆洲市場是臺灣新北市蘆洲區湧蓮寺為中心向周圍發展的市場，商販6點左右就會開始直到下午1點左右。下午會轉變為夜市。販賣生鮮蔬果以及生活用品、熟食商品。